# Helicopis curusamba
Helicopis curusamba är en fjärilsart som beskrevs av Le Moult 1939. Helicopis curusamba ingår i släktet Helicopis och familjen Riodinidae. Inga underarter finns listade i Catalogue of Life.